# Aeroporto de Pamplona
O Aeroporto de Pamplona-Noáin (IATA: PNA, ICAO: LEPP) situa-se a cerca de 6 km do centro da cidade de Pamplona, a capital da comunidade foral de Navarra, Espanha. É um aeroporto público gerido pela empresa pública estatal Aeroportos Espanhois e Navegação Aérea (AENA), cuja área se reparte entre os municípios de  Noáin e Galar.
Em 2010 o aeroporto serviu 291 264 passageiros, o valor mais baixo dos últimos 10 anos, e 10 453 voos. O recorde de passageiros no aeroporto registou-se em 2007, quando por ele passaram 500 097 passageiros. Atualmente (maio de 2011) os únicos voos regulares que servem Pamplona são para Madrid-Barajas (7 por dia) e para Barcelona (4 por dia).
A construção de um aeródromo em Pamplona foi aprovado pelo governo espanhol em 30 de novembro de 1965. Em 1969 ficou pronta a primeira pista, com mil metros de comprimento, a qual seria ampliada em 1971 para 1 700 m. Em julho de 1972 foram efetuados os primeiros voos comerciais.

## Infraestruturas
O aeroporto encontra-se (maio de 2011) no final de um processo de renovação e ampliação. Em novembro de 2010 foi inaugurado um novo terminal de passageiros que duplicou a capacidade do aeroporto. O novo terminal conta com 12 400 m², nove balcões de check-in, um para bagagem especial, dois filtros de segurança três portas de embarque e três tapetes rolantes de recolha de bagagens, um deles para bagagens especiais. As instalações têm capacidade para 1,1 milhões de passageiros anualmente com os mais altos níveis de segurança e qualidade. O parque de estacionamento tem capacidade para 657 automóveis e a plataforma de estacionamento de aviões tem capacidade para três aviões de grande porte, do tipo do Airbus A320 ou Boeing 737 e para cinco para aviação regional.
Em maio de 2010 foi terminada a ampliação da pista em 200 , para os atuais 2 400 m, o que permite o uso do aeroporto por aviões do tipo Boeing 737 com plena carga e em condições desfavoráveis de temperatura e humidade e facilita a abertura de novas rotas a destinos mais distantes.
As obras do aeroporto serão completadas com uma nova torre de controle com 1 500 m² e 20 m de altura, dotada das tecnologias mais avançadas para garantir os níveis máximos de segurança. Estava previsto que as obras terminassem na primavera de 2011.

## Ligações com Pamplona
Com a supressão da linha de autocarro que servia o aeroporto em 2011, a paragem de autocarro mais próxima do aeroporto passou a estar a 800 m de distância, na localidade de Noáin. O único transporte público disponível atualmente no aeroporto é o táxi. O centro de Pamplona fica a cerca de 10 minutos de automóvel através da estrada PA-31.